# Carsten Koch (Politiker)

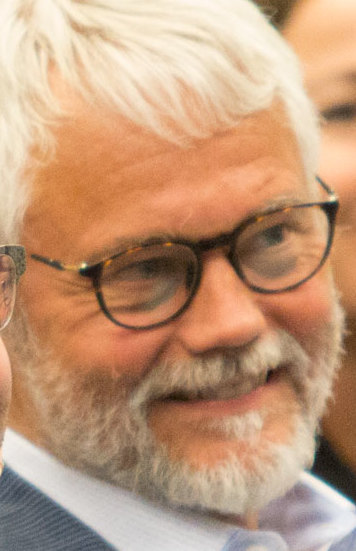
Carsten Koch

Carsten Koch (* 27. April 1945 in Kongens Lyngby) ist ein dänischer Wirtschaftswissenschaftler und Politiker der Socialdemokraterne, der unter anderem Steuerminister sowie Gesundheitsminister war.

## Leben
Koch absolvierte nach dem Besuch der Lyngby Statsskole ein Studium an der Universität Kopenhagen, das er 1971 als Candidatus politices (Cand.polit.) abschloss. Nach einem Stipendium am Ökonomischen Institut der Universität Kopenhagen wurde er 1975 dort zunächst Adjunkt, ehe er später von 1977 bis 1982 Lektor an diesem Institut war.
1982 wechselte er als Wirtschaftswissenschaftler zum Arbejderbevægelsens Erhvervsråd (AE), einer Analyse- und Forschungsinstitution sowie Denkfabrik der Arbeiterbewegung und der Gewerkschaften (Landsorganisationen i Danmark). Nachdem er 1993 Abteilungsleiter geworden war, übernahm er 1994 die Funktion als Direktor des AE.
Am 1. November 1994 wurde Koch von Ministerpräsident Poul Nyrup Rasmussen als Nachfolger von Ole Stavad zum Steuerminister (Skatteminister) in dessen zweiter Regierung berufen und bekleidete dieses Amt auch in dessen dritte Regierung bis zu seiner Ablösung durch Ole Stavad am 23. März 1998.
Im Anschluss übernahm er in der vierten Regierung Rasmussen das Amt des Gesundheitsministers (Sundhedsminister) und übte dieses Ministeramt bis zu seiner Ablösung durch Sonja Mikkelsen am 23. Februar 2000 aus. Bei den Wahlen vom 11. März 1998 wurde er als Kandidat der Socialdemokraterne auch zum Mitglied des Folketing gewählt und vertrat dort bis zu seinem freiwilligen Mandatsverzicht am 31. August 2000 den Wahlkreis Frederiksborg Amtskreds.
Nach seinem Ausscheiden aus dem Folketing war Koch von 2000 bis 2007 Verwaltungsdirektor der Danske Bank, der größten Bank Dänemarks. Nachdem er von 2008 bis 2009 Vorsitzender der Steuerkommission (Skattekommissionen) war, war er zwischen 2009 und 2011 Direktor des Lønmodtagernes Dyrtidsfond (LD), einer Pensionskasse mit 749.000 Mitgliedern, die ein Vermögen von 53,4 Milliarden Kronen verwaltet.
Daneben fungiert er seit 2010 als Vorsitzender des Rates für Beschäftigung (Beskæftigelsesrådet) der zum Arbeitsministerium gehörenden Arbeitsmarktverwaltung (Arbejdsmarkedsstyrelsen) und ist seit 2012 auch Vorsitzender von Forca, einer Pensionsservicegesellschaft, die die Renten- und Versicherungsgesellschaften Lærernes Pension, Pensionskassen for Fysioterapeuter (PKA), Pædagogernes Pensionskasse (PBU) und Andels-Pensionsforeningen (AP Pension) unterstützt.

## Veröffentlichungen
- Isi Grünbaums bidrag til den politiske økonomis udvikling. På hans 70 års dag d. 11. februar 1978, 1978
- Arbejdsloshedsundersogelserne 5. Teknologisk arbejdsloshed. Jobsogning, 1984